# ジル・ドゥルーズ
ジル・ドゥルーズ（Gilles Deleuze, 本名：Gilles Louis René Deleuze、1925年1月18日 - 1995年11月4日）は、フランスの哲学者。パリ第8大学で哲学の教授を務めた。20世紀のフランス現代哲学を代表する哲学者の一人であり、ジャック・デリダなどとともにポスト構造主義の時代を代表する哲学者とされる。ただし、同時代のあらゆる哲学者にとって他称でしかない「ポスト構造主義」というカテゴライズについて、ドゥルーズ本人は否定している（本頁「哲学史上の意義」の節を参照）。

## 概説
ドゥルーズは、数学の微分概念を哲学に転用して、差異の哲学を構築し、スコトゥスの存在の一義性（これについては、アラン・バディウのドゥルーズ論に詳しい）という視点から、ヒューム、スピノザ、ベルクソンらの著作を読み解いた。ただし、アラン・ソーカルからは『知の欺瞞』において数学的概念の用い方のいい加減さを批判された（詳しくはソーカル事件を参照）。また、プルーストやカフカやマゾッホ・サドといった近代文学の読解、画家のフランシス・ベーコン論、映画論（『シネマ1, 2』）などの著作も著している。フーコーとの親交は良く知られ、彼の死後、フーコー論を著す。また、『記号と事件』に「追伸」として収められた「管理社会について」では、「フーコーが近い将来、私たちにのしかかってくると考えていた」ものとして、「管理社会」という概念を提示している。この概念は、監視カメラやデータベースなど、個人情報の大規模な集積を容易にする電子技術の発達との関連から、規律に代わる、個人の管理（コントロール）のための新たなテクノロジーの発展を予期したものである。
精神分析家で哲学者でもあるフェリックス・ガタリとの共著のなかで、戦争機械、リゾーム、器官なき身体（これは作家、劇作家のアルトーの言葉から発したもの）等の「概念」を次々と創造していった。いまだその概念の可能性のすべては汲み尽くされていないとされる。これらの理論はニーチェ、ベルクソンにその源流を持つ「生成の哲学」とも言うべきもので、日本の思想界にも大きな影響を及ぼした。浅田彰、中沢新一などのニューアカデミズムは、彼からインスピレーションを得ている。

## 生涯
1925年1月18日、パリの第17区で生まれる。ほとんどパリから離れることはなかったという。父はルイ・ドゥルーズ、母はオデット・カマウエル。1944年、ソルボンヌ大学で哲学をカンギレムやイポリット、ガンディヤックらのもとで学ぶ。1948年、教授資格試験に合格、1957年まで高校（リセ・ルイ＝ル＝グランなど）教師を務め、同年、ソルボンヌで哲学史講座の助手となる。近世哲学史の読み直しをはかろうとする研究から、哲学者としてのキャリアをスタート。ベルクソン、ニーチェ、スピノザ、ヒューム、カントなどについて、彼独特の視点から論じた研究書を次々に書きあげる。その過程で自身の哲学を練り上げていった。1964年から1969年にはリヨン大学の教授となり、1968年の五月革命の最中に博士号を獲得。1970年にパリ第8大学（当時はヴァンセンヌ実験大学センター）にて教授職を得て、ここでミシェル・フーコー、フェリックス・ガタリと出会う。1987年に引退。慢性的な飲酒癖があったが、心肺が生来より弱かったため、重度のアルコール中毒に至る程は飲めなかった。晩年は本格的に肺病を患い人工肺で生存していたが、1995年、自宅アパルトマンの窓から投身自殺した。

## 思想

### 哲学史上の意義
「ポスト構造主義」という呼称は自分には関係のないものだと、ドゥルーズ自身はインタビューの中で述べている。そのことを考慮しても、構造主義の台頭以前から著述活動を行っていたドゥルーズの思想を「ポスト構造主義」と分類することにあまり意味があるとは言えない。構造主義の成果を引き継ぎつつも、ドゥルーズはきわめて独自の観点から自身の哲学を展開した。以下にドゥルーズの仕事を粗描する。
初期（1960年代半ばまで）
ヒューム、ベルクソン、スピノザ、カント、ニーチェ等を自身の問題にひきつけて整理
- 経験論、差異、一義性、超越論的なもの、内在性といった、ドゥルーズの主要タームに関する省察が行われる

前期（1960年代末）
『差異と反復』（1968年）および『意味の論理学』（1969年）の時期
- 個々の哲学者の整理を離れ、独自の哲学を展開する
- 西洋形而上学を貫く「同じもの」をめぐる悪しき「思考のイメージ」が批判される（デカルトのコギト、カントの超越論的なもの等）
- 「差異の永遠回帰」としてのニーチェ解釈
- 自身の方法論となる超越論的経験論の整理
- 深層と表層をめぐるトポロジー
- ドクサに対するパラ‐ドクサ（パラドクス）の論理学の対置
- 三つの位相で展開される時間論

ドゥルーズ&ガタリ期（1970年代）
『アンチ‐オイディプス』（1972年）から『千のプラトー』（1980年）までの時期
- 多くの概念群が創造される。ガタリとの共同作業。「外」へと向けて「哲学」が開かれる。

中期（1980年代前半）
『シネマ 1*運動イメージ』/『シネマ 2*時間イメージ』（1983年/1985年）、『感覚の論理』（1981年）の時期（映画論、絵画論）
後期（1986年〜1995年）：自身の哲学の体系的叙述（特異なテーマ群）
- 『フーコー』（1986年）および『襞 -ライプニッツとバロック-』（1988年）に代表される、「襞」の概念を巡る問題系
- 『哲学とは何か』（1990年）における総括的記述
- 「内在」と「潜在性」の再記述

## 用語
- 器官なき身体
- リゾーム
- 潜勢的（virtuel）
- モル的分子的
- 生産の接続的綜合
- 登記の離接的綜合
- 消費の連接的綜合

## 主な著作

### 単著
- Empirisme et subjectivité. Essai sur la nature humaine selon Hume (1953)
  - 『ヒュームあるいは人間的自然 経験論と主体性』木田元・財津理訳、朝日出版社：エピステーメー叢書、1980
  - 改訂改題『経験論と主体性 ヒュームにおける人間的自然についての試論』 河出書房新社、2000
- Nietzsche et la philosophie (1962)
  - 『ニーチェと哲学』 足立和浩訳、国文社、1974
  - 『ニーチェと哲学』 江川隆男訳、河出文庫、2008
- La philosophie critique de Kant (1963)
  - 『カントの批判哲学』 中島盛夫訳、法政大学出版局：叢書ウニベルシタス、1984
  - 『カントの批判哲学』 国分功一郎訳、ちくま学芸文庫、2008
- Proust et les signes (1964)
  - 『プルーストとシーニュ』 宇波彰訳、法政大学出版局：叢書ウニベルシタス、1974
  - 『プルーストとシーニュ〈新訳〉』 宇野邦一訳、法政大学出版局：叢書ウニベルシタス、2021
- Nietzsche (1965)
  - 『ニーチェ』 湯浅博雄訳、朝日出版社、1985／ちくま学芸文庫、1998
- Le bergsonisme (1966)
  - 『ベルクソンの哲学』 宇波彰訳、法政大学出版局：叢書ウニベルシタス、1974
  - 『ベルクソニズム』 檜垣立哉・小林卓也訳、法政大学出版局：叢書ウニベルシタス、2017
- Présentation de Sacher-Masoch : le froid et le cruel (1967)
  - 『マゾッホとサド』 蓮實重彦訳 晶文社、1973
  - 『ザッヘル=マゾッホ紹介 冷淡なものと残酷なもの』堀千晶訳 河出文庫、2018
- 『原子と分身 ルクレティウス トゥルニエ』原田佳彦・丹生谷貴志訳、哲学書房 1986
- Différence et différenciation
  - 『差異について』 平井啓之訳、青土社 1989、改訂1992．2000
- Différence et répétition (1968)
  - 『差異と反復』財津理訳、河出書房新社、1992／河出文庫上下、2007
- Spinoza et le problème de l'expression (1968)
  - 『スピノザと表現の問題』工藤喜作ほか訳  法政大学出版局、1991
- Logique du sens (1969)
  - 『意味の論理学』岡田弘・宇波彰訳、法政大学出版局、1987
  - 『意味の論理学』小泉義之訳、河出文庫（上下）、2007
- Dialogues avec Claire Parnet (1977)
  - 『対話』 河出書房新社
- Spinoza: Philosophie pratique (1981)
  - 『スピノザ 実践の哲学』鈴木雅大訳 平凡社、1994／平凡社ライブラリー、2002
- Francis Bacon: Logique de la sensation (1981)
  - 『感覚の論理──画家フランシス・ベーコン論』山縣煕訳 法政大学出版局、2004
  - 『フランシス・ベーコン 感覚の論理学』 宇野邦一訳 河出書房新社、2016
- Cinéma 1: L'image-mouvement (1983)
  - 『シネマ 1*運動イメージ』財津理、斎藤範訳、法政大学出版局、2008
- Cinéma 2: L'image-temps (1985)
  - 『シネマ 2*時間イメージ』宇野邦一ほか訳 法政大学出版局、2006
- Foucault (1986)
  - 『フーコー』宇野邦一訳、河出書房新社、1987／河出文庫、2007
- Le Pli: Leibnitz et le Baroque (1988)
  - 『襞──ライプニッツとバロック』宇野邦一訳  河出書房新社、1998
- Pourparlers 1972 - 1990 (1990)
  - 『記号と事件 1972-1990』 宮林寛訳、河出書房新社、1992／河出文庫、2007
- Critique et clinique (1993)
  - 『批評と臨床』 守中高明・谷昌親・鈴木雅大訳、河出書房新社 2002／河出文庫、2010
- L'Île déserte et autres textes: Textes et entretiens 1955-1974 (2002)
  - 『無人島 1953-1968』宇野邦一ほか訳、前田英樹監修 河出書房新社、2002
  - 『無人島 1969-1974』稲村真実ほか訳、小泉義之監修 河出書房新社、2002
- Deux Régimes de Fous (2002)
  - 『狂人の二つの体制 1975-1982』宇野邦一ほか訳、河出書房新社、2004
  - 『狂人の二つの体制 1983-1995』宇野邦一ほか訳、同
- 國分功一郎、長門裕介、西川耕平訳『基礎づけるとは何か』筑摩書房〈ちくま学芸文庫〉、2018年11月。ISBN 978-4480098870。

### ガタリとの共著
- L'Anti-OEdipe: Capitalisme et schizophrénie 1 (1972)
  - 『アンチ・オイディプス──資本主義と分裂症』市倉宏祐 訳、河出書房新社、1986
  - 『アンチ・オイディプス』宇野邦一 訳、河出文庫上下、2006
- Kafka: Pour une littérature mineure (1975)
  - 『カフカ──マイナー文学のために』宇波彰・岩田行一 訳、法政大学出版局：叢書ウニベルシタス、1978
- Rhizome, extrait de Mille Plateaux (1976)
  - 『リゾーム…序』豊崎光一 訳、朝日出版社（『エピステーメー』臨時増刊附録、1977/単行本、1987）
- Mille Plateaux: Capitalisme et schizophrenie 2 (1980)
  - 『千のプラトー──資本主義と分裂症』宇野邦一ほか 訳、河出書房新社、1994／河出文庫上中下、2010.9-11
- Qu'est-ce que la philosophie? (1991)
  - 『哲学とは何か』財津理 訳、河出書房新社、1997
- Politique et psychanalyse
  - 『政治と精神分析』杉村昌昭 訳、法政大学出版局：叢書ウニベルシタス、1994 ISBN 4588004603

### 他の共著
- 蓮實重彦 訳『フーコーそして/あるいはドゥルーズ』 第5巻、小沢書店〈叢書エパーヴ〉、1975年。
- 田村毅 訳『ドゥルーズの思想』大修館書店、1980年。ISBN 978-4469250213。
- 鈴木雅大 訳『情動の思考-ロレンス『アポカリプス』を読む』朝日出版社〈ポストモダン叢書〉、1986年。ISBN 978-4255860183。
- 宇野邦一・高橋康也 訳『消尽したもの』白水社、1994年。ISBN 978-4560019757。
- 江口修 訳『重合』法政大学出版局〈叢書・ウニベルシタス〉、1996年。ISBN 978-4588005282。
- 合田正人 訳『ヒューム』筑摩書房〈ちくま学芸文庫〉、2000年。ISBN 978-4480085429。
- 江川隆男・増田靖彦 訳『対話』河出書房新社〈ちくま学芸文庫〉、2008年。ISBN 978-4309244501。

## 映像作品
- L'Abécédaire de Gilles Deleuze
  - 『ジル・ドゥルーズの「アベセデール」』國分功一郎 監訳、千葉雅也、三浦哲哉、角井誠、須藤健太郎、岡嶋隆佑 共訳、角川学芸出版、2015年

## オーディオ（講義)
- Deleuze, Gilles: Spinoza: Immortalité et éternité [double CD]. (Paris: Éditions Gallimard, 2001)
- Deleuze, Gilles: Spinoza: The Velocities of Thought: Lecture 1, 2 December 1980. (Purdue University Research Repository, 2017) doi:10.4231/R7DF6PDS
- Deleuze, Gilles: Spinoza: The Velocities of Thought: Lecture 2, 9 December 1980. (Purdue University Research Repository, 2017) doi:10.4231/R78P5XP2
- Deleuze, Gilles: Spinoza: The Velocities of Thought: Lecture 3, 16 December 1980. (Purdue University Research Repository, 2017) doi:10.4231/R74X560K
- Deleuze, Gilles: Spinoza: The Velocities of Thought: Lecture 4, 6 January 1981. (Purdue University Research Repository, 2017) doi:10.4231/R71834PG
- Deleuze, Gilles: Spinoza: The Velocities of Thought: Lecture 5, 13 January 1981. (Purdue University Research Repository, 2017) doi:10.4231/R7WH2N66
- Deleuze, Gilles: Spinoza: The Velocities of Thought: Lecture 6, 20 January 1981. (Purdue University Research Repository, 2017) doi:10.4231/R7RR1WF1
- Deleuze, Gilles: Spinoza: The Velocities of Thought: Lecture 7, 27 January 1981. (Purdue University Research Repository, 2017) doi:10.4231/R7N014Q0
- Deleuze, Gilles: Spinoza: The Velocities of Thought: Lecture 8, 3 February 1981. (Purdue University Research Repository, 2017) doi:10.4231/R7H70D0P
- Deleuze, Gilles: Spinoza: The Velocities of Thought: Lecture 9, 10 February 1981. (Purdue University Research Repository, 2017) doi:10.4231/R7CF9N8D
- Deleuze, Gilles: Spinoza: The Velocities of Thought: Lecture 10, 17 February 1981. (Purdue University Research Repository, 2017) doi:10.4231/R77P8WK4
- Deleuze, Gilles: Spinoza: The Velocities of Thought: Lecture 11, 10 March 1981. (Purdue University Research Repository, 2017) doi:10.4231/R7416V70
- Deleuze, Gilles: Spinoza: The Velocities of Thought: Lecture 12, 17 March 1981. (Purdue University Research Repository, 2017) doi:10.4231/R7VH5M1C
- Deleuze, Gilles: Spinoza: The Velocities of Thought: Lecture 13, 24 March 1981. (Purdue University Research Repository, 2017) doi:10.4231/R7QR4V9N
- Deleuze, Gilles: Spinoza: The Velocities of Thought: Lecture 14, 31 March 1981. (Purdue University Research Repository, 2017) doi:10.4231/R70863HN. «Spinoza: The Velocities of Thought» («Spinoza: Des vitesses de la pensée») was a 14-lecture seminar given by Deleuze at the University of Paris 8 from December 1980 to March 1981. Deleuze had previously published two books on Spinoza, including Expressionism in Philosophy: Spinoza (Spinoza et le problème de l'expression, 1968), and Spinoza: Practical Philosophy (Spinoza: Philosophie pratique, 1970, 2nd ed. 1981). The majority of these lectures were given the same year as the publication of the second edition of the latter title.

## ドゥルーズ研究

### フランス、その他日本国外
- フランソワ・ドス『ドゥルーズとガタリ 交差的評伝』杉村昌昭訳、河出書房新社、2009年、新版2024年

### 日本国内
- 蓮實重彦『ドゥルーズ・フーコー・デリダ』エピステーメー叢書、1978年。
- 『現代思想臨時増刊号 総特集ドゥルーズ＝ガタリ』1984年9月号、青土社。
- 小泉義之『ドゥルーズの哲学――生命・自然・未来のために』講談社現代新書、2000年。
- 宇野邦一『ドゥルーズ――流動の哲学』 講談社選書メチエ、2001年／講談社学術文庫、2020年。
- 檜垣立哉『ドゥルーズ――解けない問いを生きる』 日本放送出版協会〈シリーズ・哲学のエッセンス〉、2002年。
- 江川隆男『存在と差異――ドゥルーズの超越論的経験論』知泉書館、2003年。
- 小泉義之、鈴木泉、檜垣立哉編『ドゥルーズ／ガタリの現在』平凡社、2008年。
- 『現代思想 特集ドゥルーズ』2008年12月号、青土社。
- 松本潤一郎『ドゥルーズとマルクス――近傍のコミュニズム』みすず書房、2019年。
- 檜垣立哉『瞬間と永遠――ジル・ドゥルーズの時間論』 岩波書店、2010年。
- 宇野邦一『ドゥルーズ――群れと結晶』 河出書房新社〈河出ブックス〉、2012年。
- 山森裕毅『ジル・ドゥルーズの哲学: 超越論的経験論の生成と構造』人文書院、2013年。
- 千葉雅也『動きすぎてはいけない――ジル・ドゥルーズと生成変化の哲学』河出書房新社、2013年。
- 國分功一郎『ドゥルーズの哲学原理』岩波書店、2013年。
- 小泉義之『ドゥルーズと狂気』河出ブックス、2014年。
- 福尾匠『眼がスクリーンになるとき ゼロから読むドゥルーズ「シネマ」』フィルムアート社、2018年。
- 小倉拓也『カオスに抗する闘い：ドゥルーズ・精神分析・現象学』人文書院、2018年。
- 小林卓也『ドゥルーズの自然哲学 断絶と変遷』法政大学出版局、2019年。
- 近藤和敬『〈内在の哲学〉へ ―カヴァイエス・ドゥルーズ・スピノザ― 』青土社、2019年。
- 中田光雄『ドゥルーズ―魂の技術と時空-生起動、＜意味＞を現動化する』水声社、2020年。
- 黒木秀房『ジル・ドゥルーズの哲学と芸術 - ノヴァ・フィグラ』水声社、2020年。
- 鹿野祐嗣『「意味の論理学」の注釈と研究 ——出来事、運命愛、そして永久革命——』岩波書店、2020年。